# Billy Armfield
William Christopher Armfield (7 tháng 7 năm 1904 – 1985) là một cầu thủ bóng đá người Anh of the 1930s. Sinh ra ở Birmingham, ông gia nhập Gillingham từ Exeter City năm 1932 và có 30 lần ra sân cho câu lạc bộ ở Football League, ghi 7 bàn. Ông ra đi để gia nhập Droitwich của non-league năm 1933.